# Pilotní studie
Pilotní studie je předběžná studie v malém měřítku před hlavním výzkumem za účelem ověření proveditelnosti nebo vylepšení plánu výzkumu. Pilotní studie se proto nemusí hodit pro případové studie. Často se studie provádí před rozsáhlým kvantitativním výzkumem ve snaze ušetřit čas a peníze za nesprávně navržený projekt. Pilotní studie se obvykle provádějí na relevantním vzorku populace, ale ne na těch, kteří budou tvořit část konečného vzorku.
Pilot je často používán k otestování návrhu úplného experimentu. Konstrukce experimentu pak může být upravena v čase. To se může ukázat jako cenné: co chybí v pilotu, může být přidáno do experimentu a je pravděpodobné, že velký (a dražší) experiment nebude muset být opakován.
Často v technických aplikacích pilotní experimenty slouží k prodeji výrobků, a poskytnou kvantitativní důkaz, že systém má potenciál uspět ve velkém měřítku. Pilotní experimenty se také používají ke snížení nákladů, protože jsou mnohem levnější než řádný experiment. Pokud není dostatečný důvod k poskytování aplikací v plném rozsahu, mohou piloti tento důkaz poskytnout.
V sociologii může být na pilotní studie odkazováno jako na výzkum v malém měřítku, dokud není proveden řádný výzkum. Tím se zabrání chybám v hlavním výzkumu.